# 2018년 동계 올림픽 스켈레톤 남자
2018년 동계 올림픽의 남자 스켈레톤은 대한민국 평창군 알펜시아 슬라이딩 센터에서 2018년 2월 15일부터 16일까지 진행되었다. 경기 결과, 대한민국의 윤성빈이 4번의 레이스에서 모두 1위를 기록하고 트랙 레코드를 3번 경신하는 성적으로 금메달을 차지하였으며, 러시아 출신의 니키타 트레구보프가 은메달을, 영국의 도미닉 파슨스가 동메달을 차지하였다. 한편, 지난 두 번의 올림픽에서 은메달을 차지한 마르틴스 두쿠르스는 4위에 그치며 메달권 진입에 실패하였다.

## 예선
올림픽 본경기에 앞서 출전권을 따내기 위한 예선이 진행됐다. 2018년 1월 14일 기준의 종합순위 (4개 투어 대회 결과를 합산)에 따라 총 30명의 선수가 출전권을 획득하였다. 그 중에서 상위 3개국은 총 세 명의 선수를, 그다음 6개국은 두 명의 선수를, 그다음 9개국은 한 명의 선수를 출전시킬 수 있다. 이로써 최대 출전쿼터를 확보한 국가 출신 선수 중 출전권이 주어지지 못한 나머지 선수들은 제하는 조건에서, 상위 60위까지의 선수들이 올림픽에 출전할 수 있다. 한편 대륙별 출전쿼터도 시행되는데 이번 대회에서는 가나가 처음 출전하게 되었다.
올림픽에 참가하는 선수들은 2016/17 시즌이나 2017/18 시즌에 열린 총 세 번의 대회에서 다섯 번의 레이스를 펼쳤어야 출전자격을 갖추게 된다.

## 결과
2월 15일에 1-2차 시도가 진행됐고, 2월 16일에 3-4차 시도를 진행한 뒤 종합기록으로 순위를 가릴 예정이다.
| 순위 | 순번 | 선수                      | 국가           | 1차 기록 | 1차 순위 | 2차 기록 | 2차 순위 | 3차 기록 | 3차 순위 | 4차 기록      | 4차 순위      | 총합    | 비고  |
| ---- | ---- | ------------------------- | -------------- | -------- | -------- | -------- | -------- | -------- | -------- | ------------- | ------------- | ------- | ----- |
| 1    | 6    | 윤성빈                    | 대한민국       | 50.28 TR | 1        | 50.07 TR | 1        | 50.18    | 1        | 50.02 TR      | 1             | 3:20.55 | 0.00  |
| 2    | 10   | 니키타 트레구보프         | 러시아 출신    | 50.59    | 2        | 50.50    | 4        | 50.53    | 5        | 50.56         | 2             | 3:22.18 | +1.63 |
| 3    | 16   | 도미닉 파슨스             | 영국           | 50.85    | 5        | 50.41    | 3        | 50.33    | 3        | 50.61         | 3             | 3:22.20 | +1.65 |
| 4    | 9    | 마르틴스 두쿠르스         | 라트비아       | 50.85    | 5        | 50.38    | 2        | 50.32    | 2        | 50.76         | 5             | 3:22.31 | +1.76 |
| 5    | 8    | 토마스 두쿠르스           | 라트비아       | 50.88    | 7        | 50.58    | 5        | 50.65    | 6        | 50.63         | 4             | 3:22.74 | +2.19 |
| 6    | 23   | 김지수                    | 대한민국       | 50.80    | 4        | 50.86    | 6        | 50.51    | 4        | 50.81         | 6             | 3:22.98 | +2.43 |
| 7    | 7    | 악셀 융크                 | 독일           | 50.77    | 3        | 51.01    | 9        | 50.83    | 8        | 50.99         | 10            | 3:23.60 | +3.05 |
| 8    | 11   | 크리스토퍼 그로터         | 독일           | 51.05    | 9        | 51.06    | 11       | 51.01    | 10       | 50.93         | 8             | 3:24.05 | +3.50 |
| 9    | 12   | 알렉산더 가스너           | 독일           | 51.05    | 9        | 51.08    | 12       | 51.04    | 11       | 50.93         | 8             | 3:24.10 | +3.55 |
| 10   | 21   | 제리 라이스               | 영국           | 51.06    | 11       | 51.15    | 13       | 51.04    | 11       | 50.99         | 10            | 3:24.24 | +3.69 |
| 11   | 13   | 매슈 앤투안               | 미국           | 51.16    | 12       | 50.98    | 8        | 50.91    | 9        | 51.34         | 14            | 3:24.39 | +3.84 |
| 12   | 26   | 블라디슬라우 헤라스케비치 | 우크라이나     | 51.26    | 14       | 51.16    | 15       | 51.21    | 17       | 50.85         | 7             | 3:24.47 | +3.92 |
| 13   | 24   | 겅원창                    | 중화인민공화국 | 51.51    | 19       | 50.87    | 7        | 51.18    | 15       | 51.09         | 12            | 3:24.65 | +4.10 |
| 14   | 20   | 리스 손베리               | 뉴질랜드       | 50.90    | 8        | 51.03    | 10       | 50.65    | 6        | 52.14         | 20            | 3:24.72 | +4.17 |
| 15   | 17   | 블라디슬라프 마르첸코프   | 러시아 출신    | 51.27    | 15       | 51.49    | 20       | 51.05    | 13       | 51.37         | 15            | 3:25.18 | +4.63 |
| 16   | 18   | 존 데일리                 | 미국           | 51.23    | 13       | 51.15    | 14       | 51.33    | 18       | 51.65         | 19            | 3:25.35 | +4.80 |
| 17   | 19   | 케빈 보이어               | 캐나다         | 51.46    | 18       | 51.24    | 16       | 51.14    | 14       | 51.56         | 17            | 3:25.40 | +4.85 |
| 18   | 14   | 마티아스 구겐베르거       | 오스트리아     | 51.38    | 16       | 51.29    | 17       | 51.81    | 25       | 51.25         | 13            | 3:25.73 | +5.18 |
| 19   | 27   | 존 패로                   | 오스트레일리아 | 51.64    | 21       | 51.31    | 18       | 51.40    | 20       | 51.53         | 16            | 3:25.88 | +5.33 |
| 20   | 3    | 알렉산데르 헤닝 한센      | 노르웨이       | 51.44    | 17       | 51.51    | 22       | 51.37    | 19       | 51.57         | 18            | 3:25.89 | +5.34 |
| 21   | 15   | 데이브 그리츠지친         | 캐나다         | 51.73    | 23       | 51.31    | 18       | 51.57    | 21       | 진출하지 못함 | 진출하지 못함 | 2:34.61 | N/A   |
| 22   | 25   | 다카하시 히로아쓰         | 일본           | 52.00    | 27       | 51.50    | 21       | 51.19    | 16       | 진출하지 못함 | 진출하지 못함 | 2:34.69 | N/A   |
| 23   | 4    | 안데르 미람벨             | 스페인         | 51.64    | 21       | 52.06    | 26       | 51.59    | 22       | 진출하지 못함 | 진출하지 못함 | 2:35.29 | N/A   |
| 24   | 2    | 도린 벨리쿠               | 루마니아       | 51.91    | 25       | 51.51    | 23       | 52.02    | 27       | 진출하지 못함 | 진출하지 못함 | 2:35.40 | N/A   |
| 25   | 22   | 배럿 마티노               | 캐나다         | 51.94    | 26       | 51.76    | 24       | 51.70    | 23       | 진출하지 못함 | 진출하지 못함 | 2:35.44 | N/A   |
| 26   | 28   | 미야이마 가쓰유키         | 일본           | 51.63    | 20       | 52.15    | 27       | 51.80    | 24       | 진출하지 못함 | 진출하지 못함 | 2:35.58 | N/A   |
| 27   | 29   | 조세프 루크 체키니        | 이탈리아       | 51.88    | 24       | 51.80    | 25       | 51.96    | 26       | 진출하지 못함 | 진출하지 못함 | 2:35.64 | N/A   |
| 28   | 30   | 애덤 에델맨               | 이스라엘       | 52.48    | 28       | 52.43    | 28       | 52.35    | 28       | 진출하지 못함 | 진출하지 못함 | 2:37.26 | N/A   |
| 29   | 1    | 앤서니 왓슨               | 자메이카       | 53.13    | 29       | 54.04    | 29       | 53.35    | 29       | 진출하지 못함 | 진출하지 못함 | 2:40.52 | N/A   |
| 30   | 5    | 아콰시 프림퐁             | 가나           | 53.97    | 30       | 54.46    | 30       | 53.69    | 30       | 진출하지 못함 | 진출하지 못함 | 2:42.12 | N/A   |

TR – 트랙 신기록